# Begunje pri Cerknici
Begunje pri Cerknici je naselje u slovenskoj Općini Cerknici. Begunje pri Cerknici se nalazi u pokrajini Notranjskoj i statističkoj regiji Notranjsko-kraškoj. 

## Stanovništvo
Prema popisu stanovništva iz 2002. godine naselje je imalo 522 stanovnika.